# 스크립스 코리아 항체연구소
스크립스 코리아 항체연구원(SKAI)는 항체 및 단백질에 관한 기초 및 응용기술에 관련된 분야에서 선도적인 연구를 통한 지역산업 발전과 국가신약 R&D의 글로벌화에 기여할 목적으로 2009년 6월 30일 설립허가된 대한민국 과학기술정보통신부 소관의 재단법인이다. 사무실은 강원특별자치도 춘천시 효자2동 192-1, 강원대학교 내에 있다.

## 같이 보기
- 스크립스 연구소